# El Progreso, Zacapoaxtla
El Progreso är en ort i Mexiko.   Den ligger i kommunen Zacapoaxtla och delstaten Puebla, i den sydöstra delen av landet, 170 km öster om huvudstaden Mexico City. El Progreso ligger 2 060 meter över havet och antalet invånare är 792.
Terrängen runt El Progreso är huvudsakligen kuperad, men åt nordost är den bergig. El Progreso ligger uppe på en höjd. Runt El Progreso är det ganska tätbefolkat, med 199 invånare per kvadratkilometer. Närmaste större samhälle är Tatoxcac, 4,4 km sydväst om El Progreso. I omgivningarna runt El Progreso växer huvudsakligen savannskog.